# Чорнична дівчинка

Обкладинка першого видання 2009 року

Чорнична дівчинка (англ. Blueberry Girl) — книжка-картинка Ніла Геймана (автор) та Чарльза Весса (ілюстратор). 2009 року книга отримала премію «Вибір Гудрідс» у категорії «Найкраща книжка-картинка» та увійшла до Дитячого літнього списку, який уклала Американська асоціація книготорговців. Історія створення твору розпочалась 2000 року, коли Ніл Гейман написав однойменний вірш, який присвятив своїй хрещениці Теш, дочці Торі Еймос. Ось як про це згадує сам автор:
|  | Це така книга, яка з'являється, коли тобі телефонує подруга та каже: "У мене через місяць народиться немовля. Ти б не міг написати для неї вірша? Можливо, щось на кшталт молитви? Ми звемо її Чорничкою..." І ти думаєш, так, насправді. Я міг би. Оригінальний текст (англ.) This is the kind of book that comes about when a friend phones you and says, “I’ll be having a baby in a month. Would you write her a poem? A sort of prayer, maybe? We call her the Blueberry. . . .” And you think, Yes, actually. I would. |

2004 року стало відомо про намір видати однойменну книжку-картинку, а Чарльз Весс почав створювати ілюстрації, які б супроводжували вірш. Книга, зрештою, побачила світ 10 березня 2009 року в американському видавництві «ГарперКоллінс». Станом на 2017 рік, окрім оригінальної англійської версії існує тільки лиш переклад книги португальською, який побачив світ 2012 року.